# Брестский областной комитет компартии Беларуси
Брестский областной комитет КП Беларуси (бел. Брэсцкі абласны камітэт КПБ) — орган управления Брестской областной партийной организацией КП Беларуси (1939—1993 годы).
Брестская область образована 4 декабря 1939 года на территории бывшего Полесского воеводства Польши, присоединенной к СССР в сентябре 1939 г. Центр — Брест.
Современные очертания область приобрела в 1954 году.

## Первые секретари обкома
- Киселёв, Николай Васильевич 4 декабря 1939 — октябрь 1940 года
- Тупицын, Михаил Николаевич октябрь 1940 — июнь 1941 года
- (подпольный) Сикорский, Сергей Иванович апрель 1943 — июль 1944 года
- Тупицын, Михаил Николаевич июль 1944 — октябрь 1946 года
- Чернышёв, Василий Ефимович октябрь 1946 — 1948 год
- Силяев, Фёдор Пахомович 1948 — 1952 годы
- Киселёв, Тихон Яковлевич 1952 — август 1955 года
- Машеров, Пётр Миронович август 1955 — апрель 1959 года
- Смирнов, Алексей Алексеевич апрель 1959 — январь 1963 года
- (сельский) Микулич, Владимир Андреевич январь 1963 — 10 января 1964 года
- (промышленный) Метлицкий Лев Павлович январь 1963 — 10 января 1964 года
- Микулич, Владимир Андреевич 10 января 1964 года — март 1977 года
- Соколов, Ефрем Евсеевич март 1977 — 28 февраля 1987 года
- Зеленовский, Анатолий Антонович 28 февраля 1987 — июль 1991 года
- Дубина, Павел Павлович июль — август 1991 года
- С 25 августа 1991 года по 3 февраля 1993 года деятельность обкома приостановлена
- 3 февраля — 25 апреля 1993 года — ?